# توجيلان تشيزوميلا
توجيلان تشيزوميلا (من مواليد 14 مايو 1953) هي محامية وقاضية ملاوية تم تعيينها في المحكمة الإفريقية لحقوق الإنسان والشعوب لمدة ست سنوات في عام 2017.

## النشأة والتعليم
ولدت في 14 مايو 1953 في زومبا، ملاوي.والدها جورج ميتشونجوي، موظفًا حكوميًا أقدم تم تعيينه في وفد مالاوي في الأمم المتحدة في نيويورك عام 1964. بعد أزمة مجلس الوزراء في عام 1964 في ملاوي، فرت العائلة إلى المنفى في عام 1966، واستقرت كلاجئين في تنزانيا.حصلت على درجة البكالوريوس في القانون من جامعة دار السلام،وشهادة الماجستير في القانون الدولي، حصلت عليها في ألمانيا.

## المسار المهني والوظيفي
عادت تشيزوميلا وابنيها إلى مالاوي في عام 1988، حيث عملت مع منظمة إنقاذ الطفولة لمدة ثمانية عشر شهراً أثناء انتظار الحصول على تصريح أمني لأنها كانت طفلة «متمردة». ثم تم توجيهها من قبل هاستينغز باندا للإبلاغ إلى وزير العدل كمحام دولة.كانت في وقت لاحق أول امرأة تؤسس مكتب محاماة في ملاوي.
في عام 2000، تم تعيين تشيزوميلا كمفوض سام لملاوي في زيمبابوي.تم تعيينها قاضية في المحكمة العليا في ملاوي في عام 2003 من قبل الرئيس باكيلي مولوزي.نشرها «منظور الأرملة - تجربة شخصية» أدى إلى سن قانون يجعل الملكية تستحوذ على جريمة في ملاوي.
كانت أول أمينة مظالم في مالاوي، تعمل من عام 2010 حتى عام 2015.في عام 2012 اتُهمت بالمحسوبية وتم اعتقالها لاحقًا واستجوابهم في ليلونغوي للاشتباه في إساءة معاملتها.رفضت الاستقالة عندما لا يمكن تقديم أدلة ضدها.في أبريل 2013، داهم خمسة رجال مسلحين منزلها في ليلونغوي، وسرقوا الممتلكات وهددوها هي وأطفالها.
تم انتخابها لعضوية المحكمة الإفريقية في اجتماع الاتحاد الأفريقي في أديس أبابا في يناير 2017،إلى جانب الجزائري بنسولة شفيقة. أقسم الاثنان اليمين الدستورية في 6 مارس، مما رفع عدد النساء في المحكمة إلى خمسة من 11 قاضيا لأول مرة والوفاء بمتطلبات المساواة بين الجنسين في البروتوكول المنشئ للمحكمة.

## الحياة الشخصية
تزوجت تشيزوميلا في تنزانيا ولديها ولدان وابنة.طلقت زوجها بسبب الخيانة الزوجية. في ملاوي، تزوجت من كولينز تشيزوميلا، وهي داعية مؤيد للديمقراطية وعضو مؤسس للجبهة الديمقراطية المتحدةالتي عملت كوزير للعدل والنائب العام في ملاوي، في عام 1992.توفي في عام 1996 وفي غضون ثلاثة أسابيع فقدت كل الممتلكات بما في ذلك منزلها الذي بيعته ربيبها.تتحدث الإنجليزية، الألمانية، الإنجليزية واللغة السواحيلية.